# Драгалевац-Горни
Драгалевац-Горни (серб. Драгаљевац Горњи / Dragaljevac Gornji) — посёлок в общине Биелина Республики Сербской Боснии и Герцеговины. Население составляет 438 человек по переписи 2013 года.